# Podole Małe (gromada)
Podole Małe – dawna gromada, czyli najmniejsza jednostka podziału terytorialnego Polskiej Rzeczypospolitej Ludowej w latach 1954–1972.
Gromady, z gromadzkimi radami narodowymi (GRN) jako organami władzy najniższego stopnia na wsi, funkcjonowały od reformy reorganizującej administrację wiejską przeprowadzonej jesienią 1954 do momentu ich zniesienia z dniem 1 stycznia 1973, tym samym wypierając organizację gminną w latach 1954–1972.
Gromadę Podole Małe z siedzibą GRN w Podolu Małym utworzono – jako jedną z 8759 gromad na obszarze Polski – w powiecie słupskim w woj. koszalińskim na mocy uchwały nr 43/54 WRN w Koszalinie z dnia 5 października 1954. W skład jednostki weszły obszary dotychczasowych gromad Podole Małe, Dobieszewo, Łabiszewo, Dobra, Gogolewo, Gogolewko, Święchowo i Żarkowo ze zniesionej gminy Łupawa w tymże powiecie. Dla gromady ustalono 15 członków gromadzkiej rady narodowej.
31 grudnia 1959 z gromady Podole Małe wyłączono wsie Dobra, Gogolewo i Gogolewko, włączając je do gromady Łupawa w tymże powiecie, po czym gromadę Podole Małe zniesiono, a jej (pozostały) obszar włączono do gromady Dębnica Kaszubska tamże.